# Пресс для чеснока
Пресс для чеснока (также известный как чеснокодавилка, чеснокодавка или чесночница), это кухонная утварь, предназначенная для измельчения зубчиков чеснока путём продавливания их через толстую сетку с мелкими отверстиями (обычно с помощью поршня, двигающегося внутри небольшого цилиндра с сетчатым дном). Некоторые модели прессов имеют соответствующие отверстиям тупые штыри на днище, которые чистят сетку в процессе работы.
Чесночные прессы являются отличной альтернативой для измельчения чеснока ножом или в блендере тем более, что зубчики чеснока в такие прессы можно загружать и нечищеным. Кожица всё равно останется на сетке. Некоторые источники даже утверждают, что именно прессование с кожурой делает чеснокодавилку такой незаменимой.
Считается, что чеснок, измельченный с помощью пресса, отличается от резаного более сильным ароматом, так как претерпел более сильные разрушения. Некоторые специалисты и гурманы предпочитают аромат давленого чеснока. Пропагандистка сыроедения, шеф-повар Рене Ундеркоффлер, говорит: «Хороший пресс для чеснока превращает работу с ним в чистое удовольствие. Давленый чеснок обладает более легким и нежным вкусом, чем нарезанный, потому что пресс отсекает горькие нотки стебля». В журнале Cook's Illustrated отмечается: «Хороший пресс для чеснока может измельчить зубчики более тонко и равномерно, чем обычно это можно сделать ножом, что приводит к лучшему распределению аромата чеснока в любом блюде».
С другой стороны, некоторые кулинары утверждают, что давленый чеснок уступает во вкусе по сравнению с резаным. Например, шеф-повар Энтони Бурден называет чесночные прессы «мерзостью» и советует: «не пропускайте чеснок через пресс. Я не знаю, что за помои выдавливаются из этих приспособлений, но это не чеснок.» Британская кулинарная писательница Элизабет Дэвид написала эссе под названием «Чесночные прессы совершенно бесполезны». Элтон Браун считает недостатком чеснокодавилки то, что у неё на кухне только одна функция.
Однако Cook's Illustrated перечисляет некоторые дополнительные варианты использования для чесночного пресса, такие как раздробление других мелких продуктов (в том числе оливок, каперсов, анчоусов и чипо́тле) или выдавливание небольшого количества сока из репчатого лука или лука-шалота.